# SU-122-44

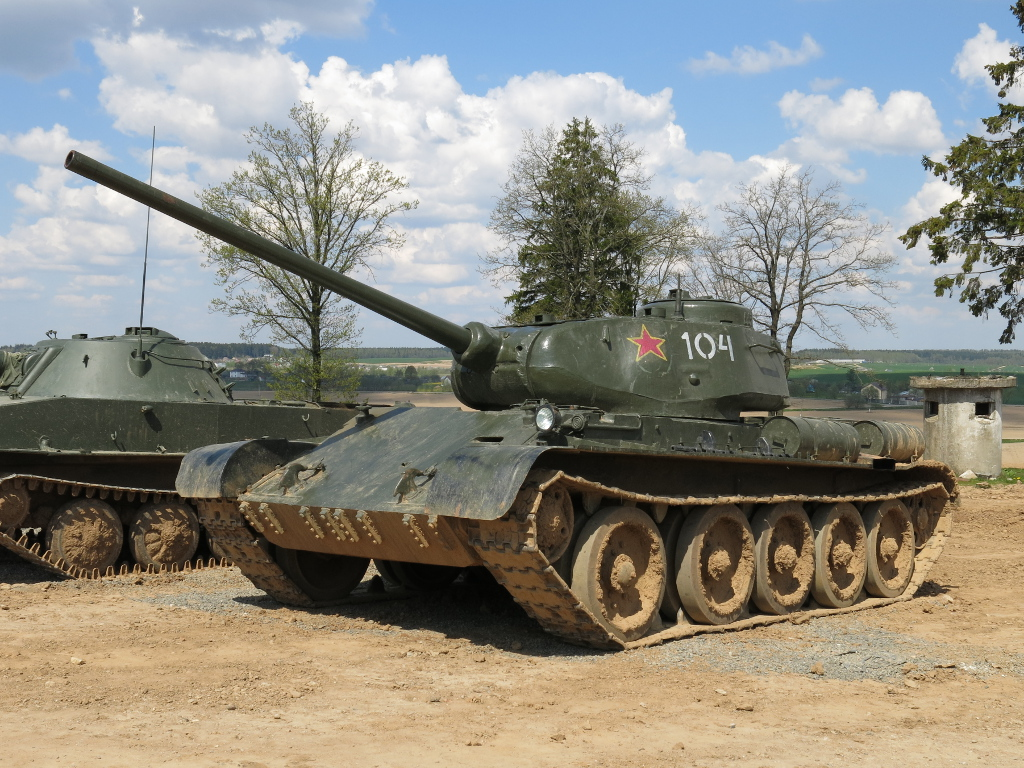
T-44 s kanónem ZiS-S-53 (prototyp s D-25-44T nebyl přijat do výroby)

SU-122-44 byl sovětský stíhač tanků na podvozku středního tanku T-44, projektovaný za 2. světové války. Byl navržen počátkem roku 1944. Návrh byl shledán příliš těžkým a velkým pro zamýšlené použití. Jeho konkurent, SU-100-M-2, prokázal vynikající design a proto byly 7. března 1945 veškeré práce na SU-122-44 ukončeny. Později existoval podobný stíhač tanků, SU-122-54, postavený na podvozku tanku T-54, bylo vyrobeno 77 kusů.

## Historie
Stávající podvozek T-34-85 znemožnil používat nová dlouhá děla v důsledku přetížení předních silničních kol. Od června do října 1944 byla v Uralu vyvinuta řada projektů samohybných dělostřeleckých jednotek. Jeden takový projekt byl stíhač tanků SU-122-44 na podvozku nového středního tanku T-44 . V říjnu 1944 bylo na technické radě LKTP zkoumáno pět projektů: ESG-100, CS-122P, SU-100M-1, SU-100M-2 a SU-122-44. Po přezkoumání byl uznán jako nejlepší projekt SU-100M-2, proto byly zbývající projektové práce pozastaveny.

## Konstrukce
Hlavní výzbroj tvořilo dělo D-25-44S ráže 122 mm, bojovým prostor byl umístěn v přední části trupu. Přední pancíř měl být 90 mm tlustý, sklopený pod úhlem 27°. Boční pancéřování bylo tlusté 75 mm a zadní 45 mm.